# Ceratopogon
Ceratopogon är ett släkte av tvåvingar som beskrevs av Johann Wilhelm Meigen 1803. Ceratopogon ingår i familjen svidknott.

## Bildgalleri

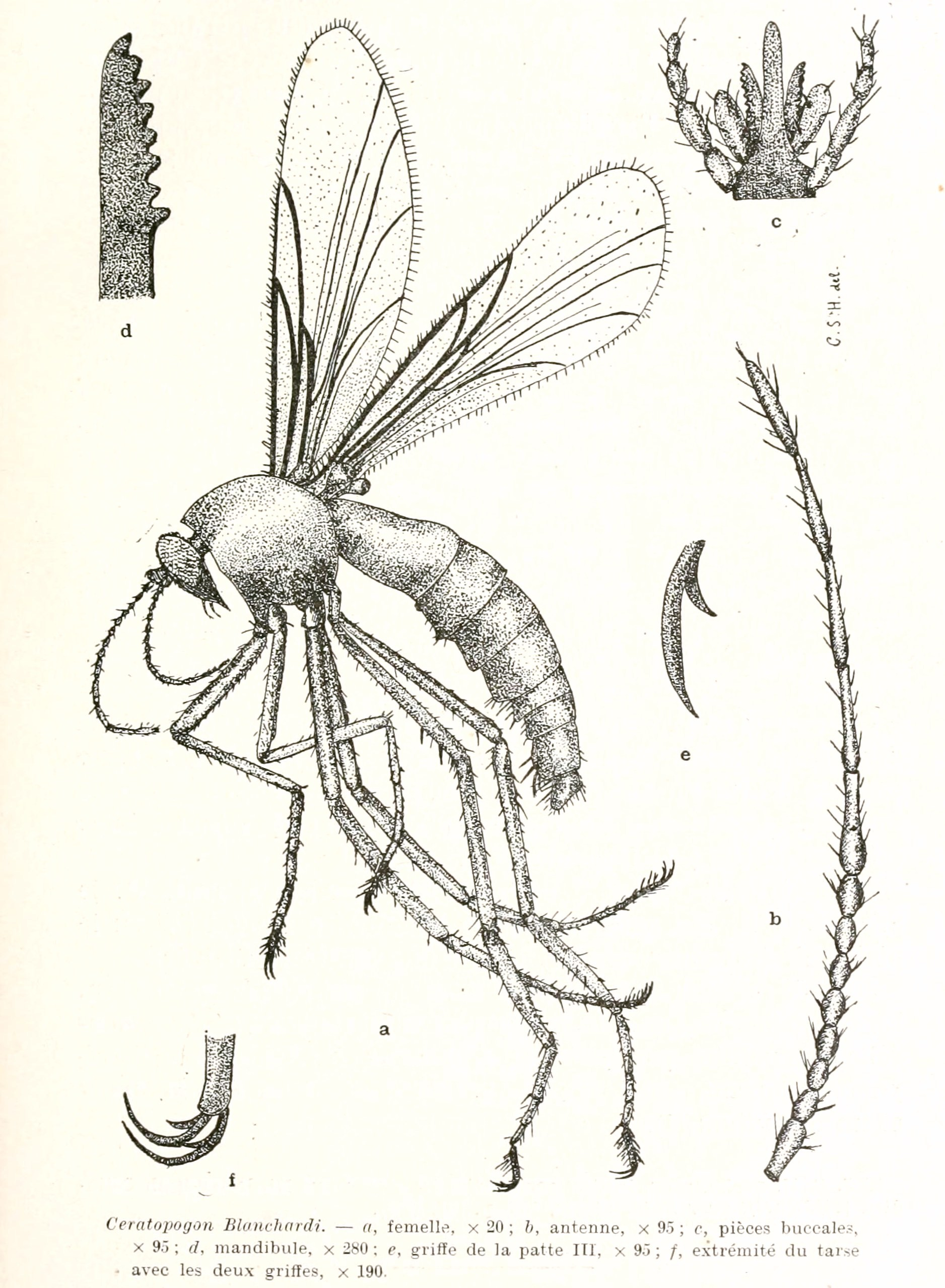

## Dottertaxa tillCeratopogon, i alfabetisk ordning[1][2]
- Ceratopogon abdominalis
- Ceratopogon abstrusus
- Ceratopogon adductus
- Ceratopogon advena
- Ceratopogon albipennis
- Ceratopogon albitarsis
- Ceratopogon alcides
- Ceratopogon algidus
- Ceratopogon alpinus
- Ceratopogon annettae
- Ceratopogon annulatus
- Ceratopogon apicalis
- Ceratopogon aquilonalis
- Ceratopogon arcanus
- Ceratopogon arcuatus
- Ceratopogon armipes
- Ceratopogon barbibes
- Ceratopogon basiflagellatus
- Ceratopogon bilobatus
- Ceratopogon bimater
- Ceratopogon boomerangus
- Ceratopogon caucasicus
- Ceratopogon cavatus
- Ceratopogon cinaedicus
- Ceratopogon cirrosus
- Ceratopogon claripennis
- Ceratopogon clavatus
- Ceratopogon communis
- Ceratopogon crassinervis
- Ceratopogon croaticus
- Ceratopogon culicoidithorax
- Ceratopogon curtus
- Ceratopogon curvistylus
- Ceratopogon darvazi
- Ceratopogon denticulatus
- Ceratopogon dsungaricus
- Ceratopogon elevatus
- Ceratopogon erronea
- Ceratopogon falcatus
- Ceratopogon falcifer
- Ceratopogon ferganicus
- Ceratopogon ferulae
- Ceratopogon flaviventris
- Ceratopogon floralis
- Ceratopogon fumipennis
- Ceratopogon fuscipes
- Ceratopogon gigaforceps
- Ceratopogon glabricollis
- Ceratopogon grandiforceps
- Ceratopogon griseipennis
- Ceratopogon hudjakovi
- Ceratopogon hyperboreus
- Ceratopogon inverecundus
- Ceratopogon kama
- Ceratopogon kolensis
- Ceratopogon kurilensis
- Ceratopogon lacteipennis
- Ceratopogon lactiepennis
- Ceratopogon laricis
- Ceratopogon lateralis
- Ceratopogon longicornis
- Ceratopogon longipalpis
- Ceratopogon longitarsis
- Ceratopogon luteitarsis
- Ceratopogon magniforceps
- Ceratopogon magnipalpis
- Ceratopogon mallochi
- Ceratopogon mammulus
- Ceratopogon meeseri
- Ceratopogon montanus
- Ceratopogon monticolus
- Ceratopogon multisetosus
- Ceratopogon naccinervis
- Ceratopogon natalensis
- Ceratopogon neglectus
- Ceratopogon nemorosus
- Ceratopogon nieves
- Ceratopogon nitidulus
- Ceratopogon niveipennis
- Ceratopogon obscurus
- Ceratopogon oreinus
- Ceratopogon pallicoleatus
- Ceratopogon pandus
- Ceratopogon parvula
- Ceratopogon pasquieri
- Ceratopogon paucisetosus
- Ceratopogon pelecatus
- Ceratopogon perpusillus
- Ceratopogon pontis
- Ceratopogon pubiantennalis
- Ceratopogon punctatus
- Ceratopogon pustillus
- Ceratopogon quadrimaculatus
- Ceratopogon rectus
- Ceratopogon relictus
- Ceratopogon romanicus
- Ceratopogon ruficornis
- Ceratopogon rufigastris
- Ceratopogon sahariensis
- Ceratopogon saltans
- Ceratopogon saxatilis
- Ceratopogon scutellatus
- Ceratopogon seculus
- Ceratopogon sevanicus
- Ceratopogon singularis
- Ceratopogon sociabilis
- Ceratopogon spiniger
- Ceratopogon succinotus
- Ceratopogon susunai
- Ceratopogon taivoi
- Ceratopogon thienemanni
- Ceratopogon tiiveli
- Ceratopogon tontoeguri
- Ceratopogon trichopus
- Ceratopogon turkestanicus
- Ceratopogon unguis
- Ceratopogon univittatus
- Ceratopogon vaillanti
- Ceratopogon varipes
- Ceratopogon willisi
- Ceratopogon vittatus
- Ceratopogon vittiger
- Ceratopogon yariensis